# Жасказах
Жасказах (каз. Жасқазақ) — разъезд в Аксуском районе Жетысуской области Казахстана. Входит в состав Матайского сельского округа. Код КАТО — 193269400.

## Население
В 1999 году население разъезда составляло 47 человек (18 мужчин и 29 женщин). По данным переписи 2009 года, в разъезде проживал 31 человек (17 мужчин и 14 женщин).